# 完売御礼 IMAZURU わいわいハイツ
『完売御礼 IMAZURU わいわいハイツ』は大分放送（OBSラジオ）で2019年10月1日から2020年3月27日まで放送されていたラジオのレーベル枠。

## 概要
大分放送（OBSラジオ）の火曜から金曜の21時台の8本の番組（30分枠）を部屋に見立て、1つのハイツにそれぞれの番組が入居しているレーベル枠。各番組、冒頭にラジオドラマが挿入されていた。
2019年3月でレーベル枠としては終了したが、2020年4月以降、時間を移動して放送を続けている番組もある。

## 現在も放送中の番組
『オドリバラジオ』（出演：木本涼介、たろーちゃん、ごっちん、川野隆史）
かつては火曜21:00に放送されていた101号室の番組で、トークテーマを元に居酒屋でワイワイしゃべる4人の会話を盗み聞きするような番組。2020年4月4日以降は土曜19:30に放送時間を移動した。
『たかゆき・MAKKYの今晩マンゴー!』（出演：小田崇之、MAKKY）
かつては火曜21:30に放送されていた102号室の番組で、MCの世界に入った時期がほぼ同じの2人がリスナーのお悩みを解決していた。2020年3月で終了したが、2020年5月以降は『新 今晩マンゴー!』と改題し、金曜18:30から5分間の番組となった。
『中村慎吾の音楽っていいけん!』（出演：中村慎吾）
かつては水曜21:00に放送されていた201号室の番組で、大分県臼杵市出身のミュージシャン、中村慎吾が自身の楽曲や他のミュージシャンの楽曲などを紹介する番組。2020年3月30日以降は、月曜21:30に放送時間を移動した。
『夜のイチスタ☆』（出演：まいまい（池田麻衣子））
『しずちゃんとマーク・パンサーのGLOBISM』（出演：賎川寛人、マーク・パンサー）
かつては木曜21:00に放送されていた301号室の番組で、マーク・パンサーが90年代や00年代の音楽シーンや今だから話せるglobeや小室ファミリーのことを語る番組。2020年4月4日以降は土曜19:00に放送時間を移動した。

## 過去にレーベル内で放送されていた番組
『夜もとりま』（出演：小田崇之・賎川寛人・渡辺敬大）
木曜21:30に放送、302号室。『とりまラジオ』が夜にも進出、放送部などで活動する高校生が制作した作品を放送する番組。
『当たって砕けろ! 名人と助手のとことんまち歩き』（出演：児玉けんめい、あべさち子）
金曜21:00に放送、401号室。大分市のまち歩き名人である児玉とアイドルを目指すあべが素敵な出会いを求めて夜の名店・名所を散歩するインタビュー番組。
『華金Sounds』（出演：渡辺敬大）
金曜21:30に放送、402号室。貴重な金曜の夜に話の種を植えられることを目指す番組